# Scyliorhinus haeckelii
Scyliorhinus haeckelii és una espècie de peix de la família dels esciliorrínids i de l'ordre dels carcariniformes.

## Morfologia
- Els mascles poden assolir 60 cm de longitud total.[1][2]

## Hàbitat
És un peix marí que viu entre 37-402 m de fondària.

## Distribució geogràfica
Es troba a l'oest de Veneçuela, Surinam, Brasil i l'Uruguai.